# Eumenogaster eumenes
Eumenogaster eumenes là một loài bướm đêm thuộc phân họ Arctiinae, họ Erebidae.